# Piazza del Duomo (Florença)

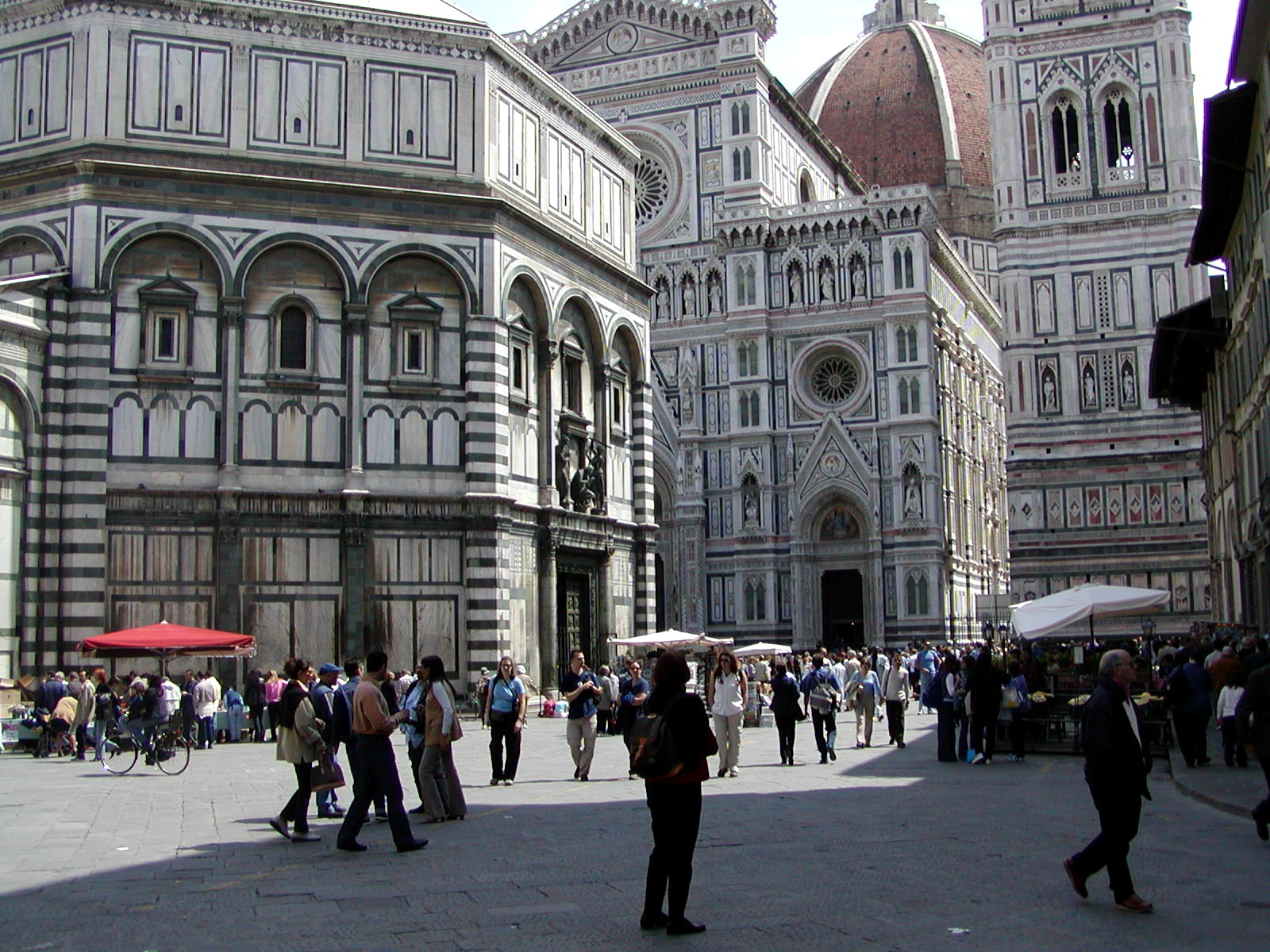
A movimentada Piazza del Duomo.

A Praça da Catedral (Piazza del Duomo, em italiano) é uma grande praça pública do centro histórico de Florença, Itália. Devido a sua localização privilegiada, é um dos locais mais visitados da Europa. Dentre os principais pontos de interesse, destacam-se o Duomo de Florença, que dá nome ao local; o Campanário de Giotto; o Batistério de São João e o Museo dell'Opera del Duomo.